# Pavel Iablocikov
Pavel Nikolaevici Iablocikov (în rusă Павел Николаевич Яблочков, 2 (stil vechi)/14 septembrie (stil nou) 1847 – 19 (stil vechi)/31 martie (stil nou) 1894) a fost un inginer electrotehnician rus, invetator al lumânării Iablocikov (un tip de bec cu arc cu electrozi din carbon) și om de afaceri.
P. N. Iablocikov a absolvit în 1866 Institutul Tehnologic Nikolaevski cu specializarea inginer militar. După ce a lucrat o vreme în armată, Iablocikov a trecut în rezervă, stabilindu-se în 1873 la Moscova , unde a fost numit în funcția de șef al oficiului telegrafic al căii ferate Moscova – Kursk. Aici el a pus bazele unui laborator pentru experimentele sale electrotehnice. În acest laborator a conceput și realizat cele mai multe invenții ale sale: becul care îi poartă numele, mașini electrice, celule galvanice și acumulatori.
În 1875 a reușit să realizeze cea mai faimoasă invenție a sa, așa numită "lumânare electrică" — primul model al unei lămpi cu arc electric fără reostat. A plecat la Paris în același an, aici construind un prototip industrial al becului său (brevetul de invenție francez № 112024, 1876). El a dezvoltat și introdus sistemul iluminatului electric cu folosirea curentului alternativ (“iluminatul rusesc”), care a avut prima demonstrație publică încununată de un succes răsunător la Expoziția Mondială de la Paris din anul 1878. Oameni de afaceri din Franța, Anglia și SUA s-au arătat interesați de xploatarea comercială a invenției în țarile lor.
În 1879, Iablocikov a fondat “Compania de iluminat electric , P.N. Iablocikov inventatorul & Co” și o uzină electrică în Sankt Peterburg. În acastă fabrică aveau să se producă proiectoare pentru armată și folosiri industriale.
De la mijlocul anilor 1880, Iablocikov s-a ocupat în principal de peroblema generării energiei electrice. El a construit așa numitul “mașina elctrică cu dinam magnetic”, care avea cekle mai multe dintre caracteristicile inductorului din zilele noastre. Iablocikov s-a ocupat foarte mult de procesul producerii energiei electrice cu ajutorul generatoarelor antrenate de motoare termice. A proiectat o celulă galvanică cu electrolit alcalin și a creat așa numitul ”autoacumulator”.
Iablocikov a participat la mai multe expoziții electrotehnice în Rusia (1880 și 1882), la Paris (1881 și 1889) și la primul Congres Mondial al Electricienilor din 1881. În anul 1947, în Uniunea Sovietică a fost decernat pentru prima oară Premiul Iablocikov pentru cercetări în domeniul ingineriei electrotehnice.
Craterul Iablocikov de pe Lună a fost botezat în onoarea inventatorului rus.